# Мобургет
Мобурге́т (фр. Maubourguet, окс. Mauborguet) — коммуна во Франции, находится в регионе Юг — Пиренеи. Департамент — Верхние Пиренеи. Административный центр кантона Мобургет. Округ коммуны — Тарб.
Код INSEE коммуны — 65304.

## География

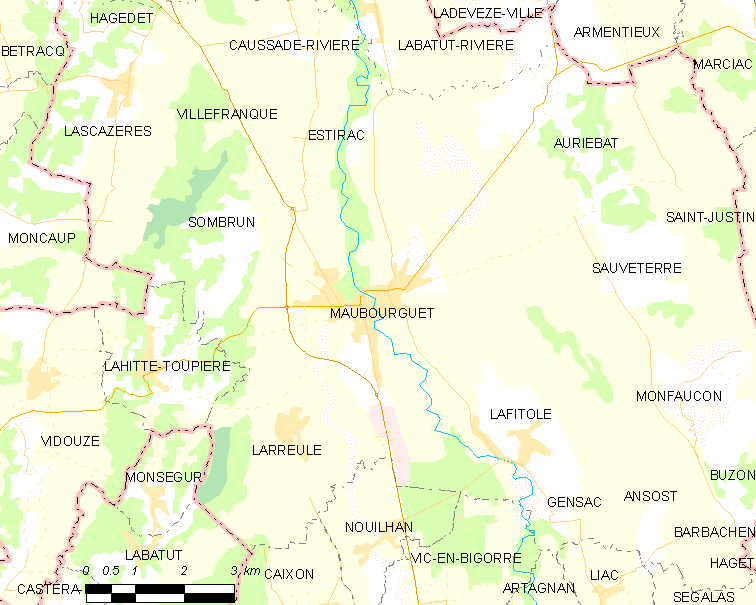
Карта коммуны

Коммуна расположена приблизительно в 630 км к югу от Парижа, в 115 км западнее Тулузы, в 27 км к северу от Тарба.
Коммуна расположена на местности Бигорр. По территории коммуны протекают реки Адур и Эшес.

## Климат
Климат умеренно-океанический с солнечной тёплой погодой и обильными осадками на протяжении практически всего года.

## Население
Население коммуны на 2010 год составляло 2462 человека.
| 1962 | 1968 | 1975 | 1982 | 1990 | 1999 | 2010 |
| ---- | ---- | ---- | ---- | ---- | ---- | ---- |
| 2350 | 2479 | 2583 | 2573 | 2472 | 2410 | 2462 |

## Администрация
| Период | Период | Фамилия      | Партия                  | Примечания |
| ------ | ------ | ------------ | ----------------------- | ---------- |
| 1977   | 1983   | Жан Дюкрю    |                         |            |
| 1983   | 1989   | Робер Барада |                         |            |
| 1989   | 1998   | Жан Главани  | Социалистическая партия |            |
| 1998   | 2014   | Жан Гийа     | Социалистическая партия |            |
| 2014   | 2020   | Жан Надаль   | Социалистическая партия |            |

## Экономика
В 2010 году среди 1390 человек трудоспособного возраста (15-64 лет) 1007 были экономически активными, 383 — неактивными (показатель активности — 72,4 %, в 1999 году было 68,9 %). Из 1007 активных жителей работали 865 человек (444 мужчины и 421 женщина), безработных было 142 (70 мужчин и 72 женщины). Среди 383 неактивных 103 человека были учениками или студентами, 169 — пенсионерами, 111 были неактивными по другим причинам.

## Достопримечательности
- Церковь Успения Божьей Матери (XI век). Исторический памятник с 1979 года[4]
- Замок Мобургет (XVIII век). Исторический памятник с 1995 года[5]
- Поместье Сен-Жирон. Исторический памятник с 1980 года[6]

## Фотогалерея

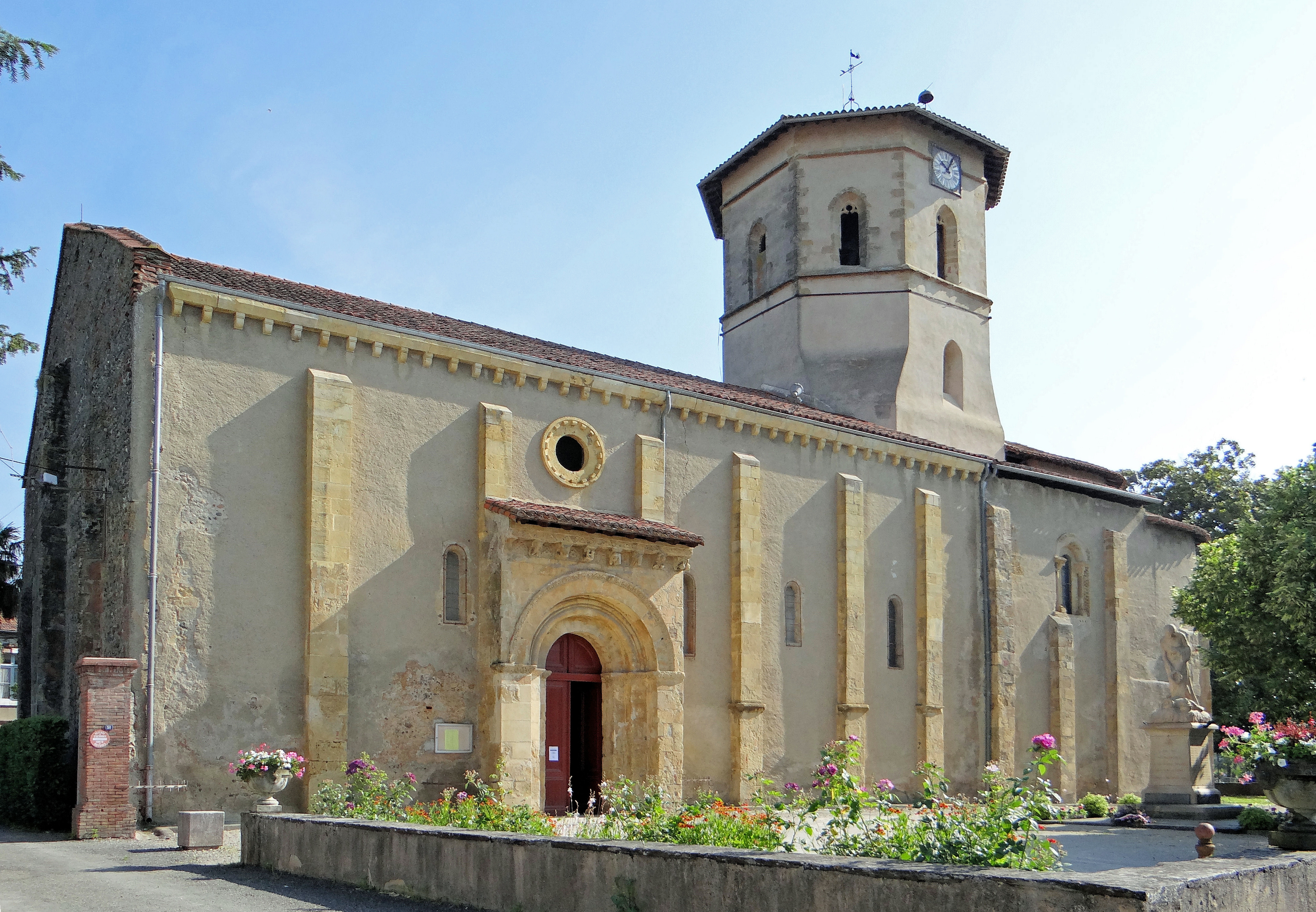
Церковь Успения Божьей Матери
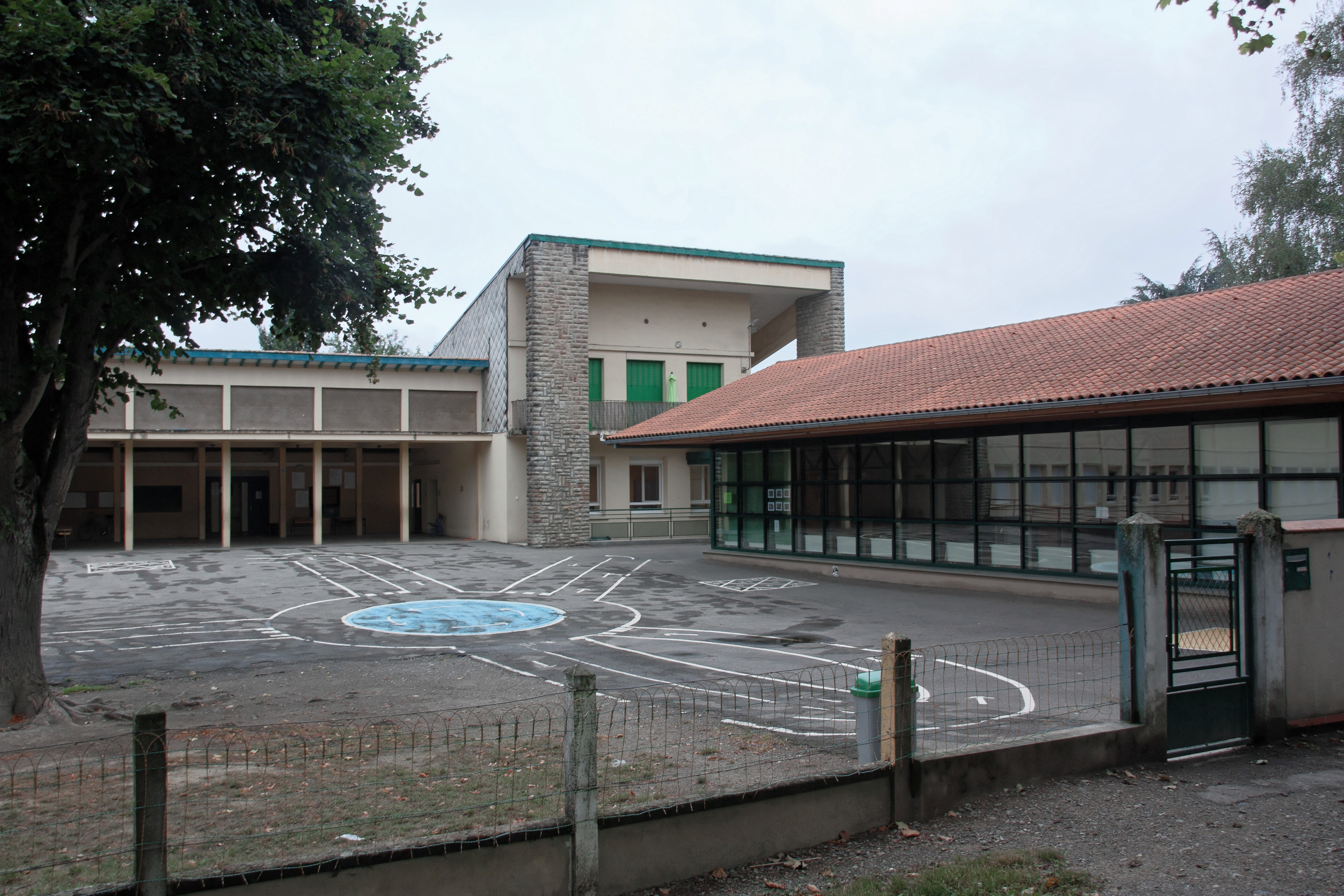
Школа
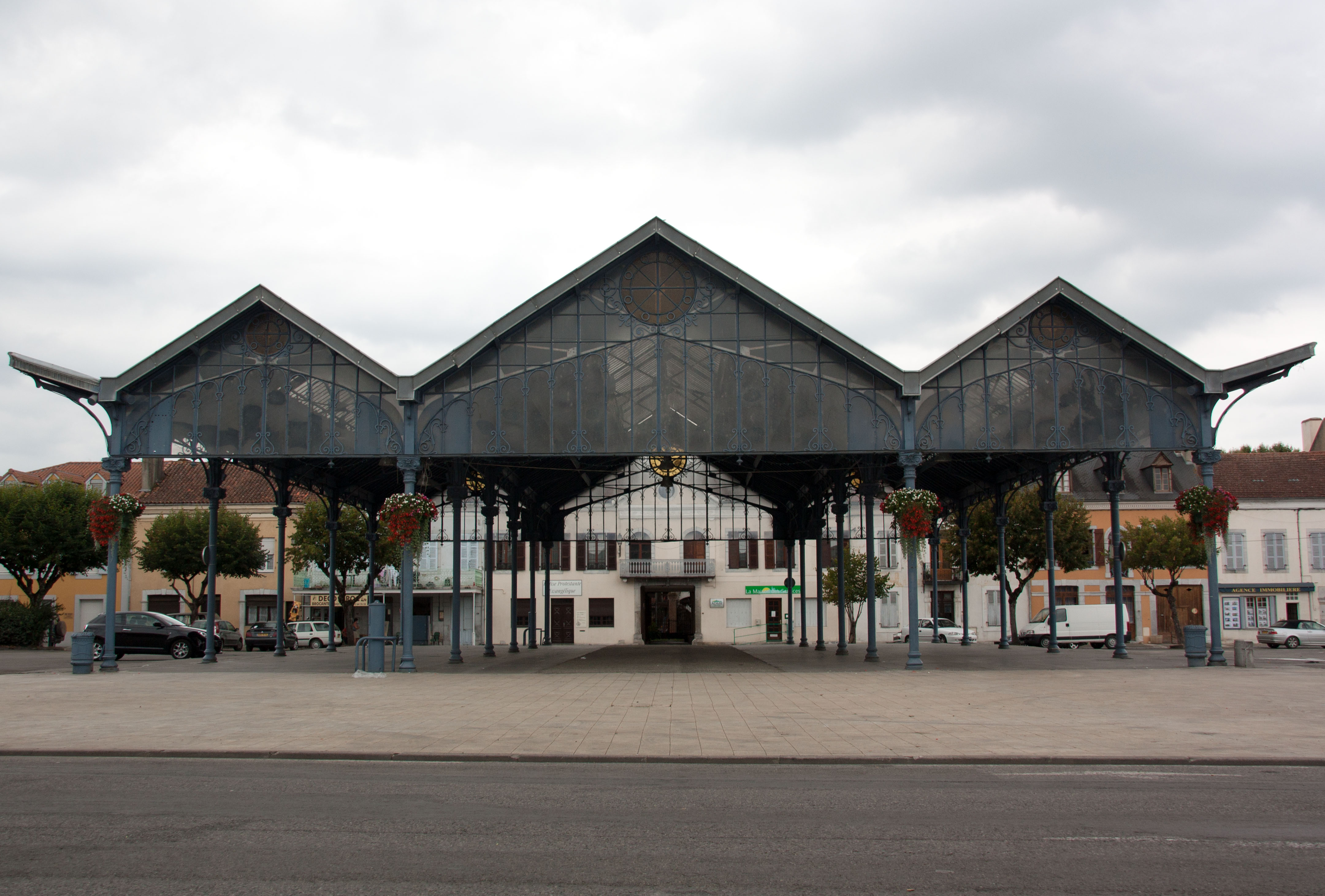
Зал
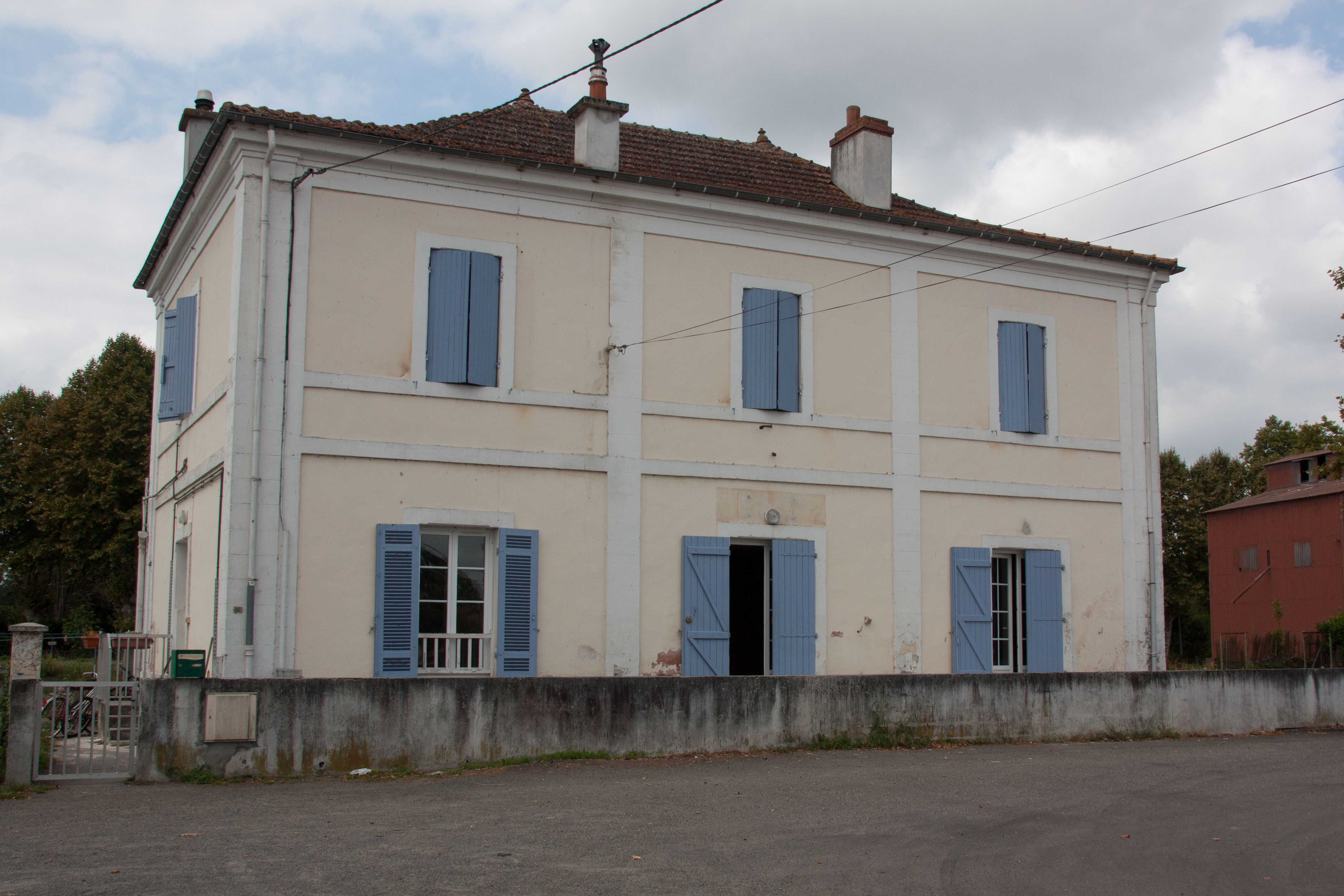
Вокзал
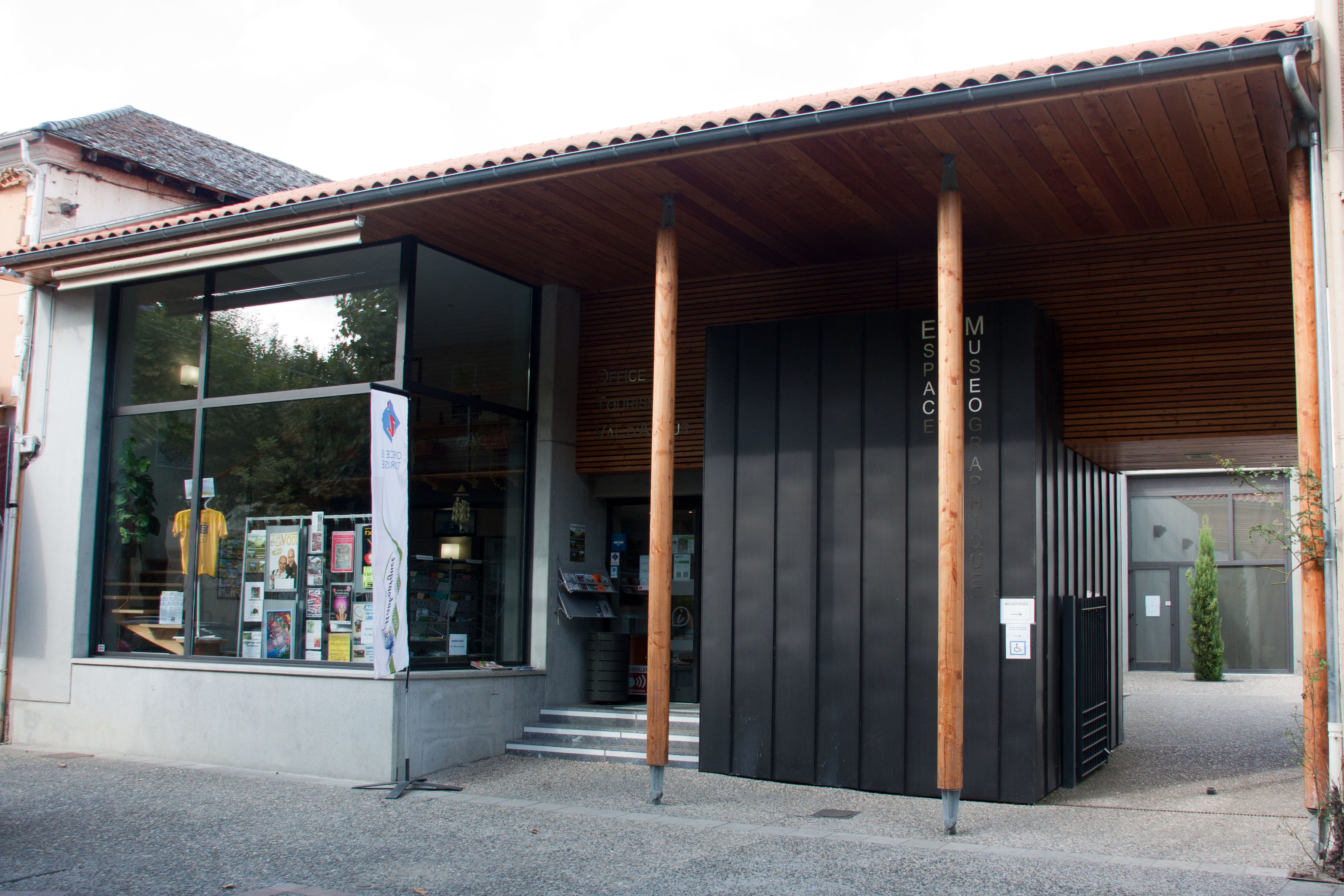
Музей
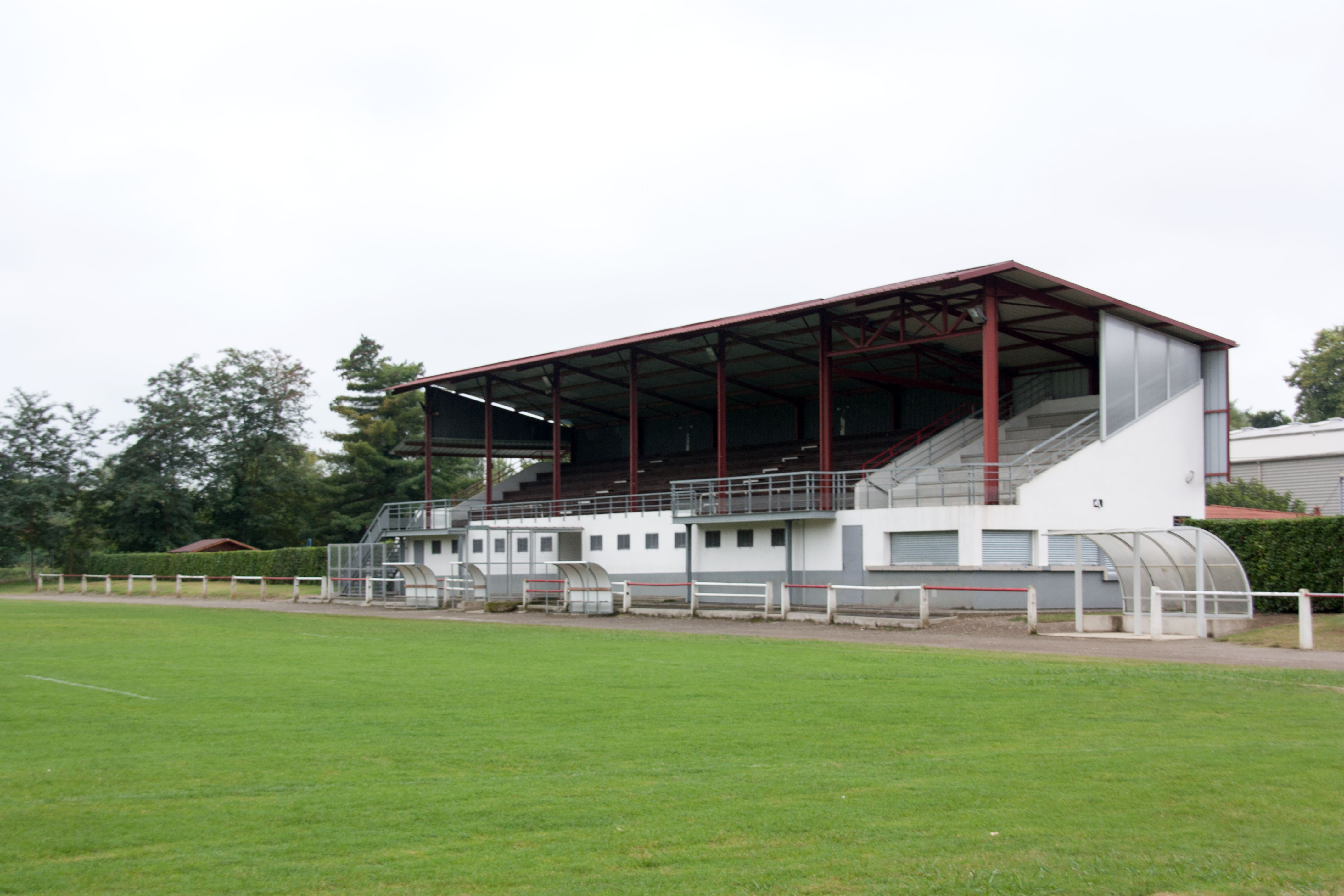
Регбийное поле